# Дрози
Дрози је насеље у Италији у округу Ређо ди Калабрија, региону Калабрија.
Према процени из 2011. у насељу је живело 813 становника. Насеље се налази на надморској висини од 79 м.